# Вилле, Иоганн Георг
Иоганн Георг Вилле, также Жан Жорж Виль (нем. Johann Georg Wille, фр. Jean-Georges Wille; 5 ноября 1715, Дюнсберг близ Гисена — 5 апреля 1808, Париж) — французский и немецкий рисовальщик и гравёр в техниках офорта и резца по меди. Мастер репродукционной гравюры. Был также торговцем картинами в Париже и активным деятелем эпохи Просвещения в переходный период от позднего неоклассицизма к ампиру первых лет правления Наполеона Бонапарта. За свою просветительскую деятельность получил прозвание «Вольтера в искусстве».

## Жизнь и творчество
Вилле родился в семье мельника из Кёнигсберга Иоганна Филиппа Вилле и Анны Элизабет Циммерман. Он был старшим из семи детей. Ещё мальчиком Иоганн Георг, как он подробно описывает в своей автобиографии, рисовал мелом птиц, деревья и другие предметы, раскрашивал лица своих одноклассников в школе и лепил из глины гротескные головы и маски.
Некоторое время он обучался арифметике, затем отец отдал его в ученики к живописцу-портретисту, и в конечном итоге он выучился на гравёра по металлу у оружейника Петера Виттеманна в Гисене.
В 1736 году он путешествовал через Франкфурт-на-Майне, Вормс, Франкенталь, Шпейер, Ландау, Вайсенбург и Страсбург в Париж. Во время посещения Страсбурга он подружился с гравёром Георгом Фридрихом Шмидтом, который путешествовал с живописцем Фридрихом Вильгельмом Хедером. Tри художника продолжили совместное путешествие и прибыли в Париж в конце июля 1736 года.
Во французской столице Вилле несколько лет работал ювелиром-гравёром и одновременно учился гравированию у Шмидта, который был на три года старше его. В Париже он также поддерживал дружеские отношения с гравёром Иоганном Мартином Прейслером (1715—1794), который впоследствии стал придворным гравёром датского короля.
Благодаря поддержке живописцa Гиацинта Риго молодой художник стал гравировать по живописным оригиналам, в основном портретам, работы многих известных художников: самого Риго, Луи Токке, Антуана Пэна. Первой известной графической работой Вилле был портрет маршала Бель-Иля. Художник создавал свои гравюры как по картинам современных ему мастеров, так и по произведениям старых голландских мастеров: Герарда Терборха, Габриеля Метсю, Янa ван Мириса и Каспара Нетшера.
После того, как Вилле принял французское гражданство, в 1755 году в знак признания технического совершенства его гравюр ему был присвоен титул «королевского гравёра». В 1761 году по представлению портрета маркиза де Мариньи, награвированному по картине Токке, над которой художник работал шесть лет, Иоганн Георг Вилле стал членом Королевской академии живописи и скульптуры. Он также был членом художественных академий Аугсбурга, Вены, Копенгагена и Берлина. Вилле был придворным гравёром французского короля Людовика XV, королей Пруссии Фридриха II и Дании Фредерика V.
Помимо деятельности художника-гравёра, Вилле был также успешным торговцем произведениями искусства. Он снабжал гравюрами многих коллекционеров по всей Европе через свою парижскую торговую сеть. Об этой оживлённой торговой деятельности свидетельствует и его обширная переписка.
В своей парижской мастерской в 1753 году Вилле создал «Немецкую рисовальную школу» (Teutschen Zeichenschule), где работа велась в основном с живых моделей (портреты, обнажённая натура) и на этюдах, непосредственно на природе. Вилле организовал работу в соответствии с собственными педагогическими идеями. В отличие от строгой системы правил Королевской академии к каждому ученику относились индивидуально и поощряли его в рамках его личных способностей, но также воспитывали интеллектуально и нравственно в духе идеологии Просвещения. Недаром Вилле прозвали «Вольтером в искусстве».
В период с 1755 по 1790 год в школе прошли обучение около семидесяти художников. Многие из прогрессивных идей Вилле, были позднее приняты его учеником Якобом Маттиасом Шмутцером для системы обучения, которую он разработал в основанной им в Вене Академии рисования и гравирования (Zeichen- und Kupferstecherakademie) и которая впоследствии была объединена с Венской академией изобразительных искусств. Ученик Вилле Шарль-Клеман Бервик впоследствии стал одним из ведущих французских гравёров.
Вилле поддерживал оживлённую переписку с немецкоязычными учёными и художниками, среди которых были Кристоф Мартин Виланд, Иоганн Иоахим Винкельман, Иоганн Готфрид Гердер, Кристиан Людвиг фон Хагедорн, Иоганн Генрих Фюссли. После того, как его друг Георг Фридрих Шмидт в 1744 году покинул Париж и стал придворным гравёром при прусском дворе, Вилле переписывался с ним до своей смерти в 1775 году. Он также регулярно поддерживал переписку со своим бывшим парижским другом Иоганном Мартином Прейсслером. Вилле также принадлежал к немецкоязычной общине парижских ремесленников и художников-эмигрантов. Важными именами, демонстрирующими эти связи, являются немецкие мастера-мебельщики Давид Рёнтген, Адам Вaйсвайлер и живописец Януариус Цик. Когда в мае 1769 года ученик Канта Гердер отправился в путешествие во Францию, которое привело его также в Париж, именно Вилле познакомил его с парижским обществом. Вряд ли какой-либо другой немец в XVIII веке имел столь обширную сеть контактов в художественной среде французской метрополии.
Некоторое время в Париже соседом Вилле на улице Рю де л’Обсерванс был молодой Дени Дидро. Вилле много читал и таким образом приобщился к идеям Просвещения, что также оказало влияние на его преподавание и другие контакты. Дом Вилле в доме № 20 на набережной Августинцев стал местом встреч художественной и интеллектуальной элиты Парижа. Среди постоянных гостей были такие известные художники, как Шарль-Николя Кошен, Клод Жозеф Верне и Франсуа Буше. Дом также служил местом проживания для многочисленных путешественников, приезжавших в Париж.
В 1746 году он на некоторое время вернулся в Германию, однако уже в следующем году снова жил и работал в Париже. Несмотря на то, что в годы правления Наполеона Бонапарта Вилле было присвоено звание кавалера ордена Почётного легиона и мастер был принят в члены Института Франции, после Великой Французской революции он потерял большую часть своего имущества и жил в бедности.
В 1793 году он утратил слух из-за выстрела пушки, произведённого рядом. Из-за потери зрения в последние годы своей жизни он уже не мог работать художником. Его водила на поводке собака, и он пытался продать некоторые из своих ранних гравюр, но без особого успеха, поскольку его бывшие заказчики и коллекционеры после революции испытывали те же финансовые проблемы. Художник иронично изобразил себя на титульном листе сборника своих гравюр в виде слепого нищего, ведомого собакой на поводке, который встречает некогда богатого покровителя, который также стал нищим после Французской революции. Вилле скончался в Париже в апреле 1808 года в возрасте девяноста трёх лет, в полной нищете.
Среди многих учеников Вилле наиболее известны Жан-Жак Авриль, Адриан Цинг, И. Клаубер, Ф. фон Кобель, Г. М. Краус, И. Г. Мюллер, Я. М. Шмутцер.
С 1747 года Вилле был женат на Марии Луизе Дефорж (она умерла в 1785 году). Его сын Петер Александр, или Пьер-Александр Вилль после обучения у Жана-Батиста Грёза был придворным художником Людовика XVI, следовал эстетике сентиментализма, но его звезда померкла, как и звезда его отца после Французской революции.

## Галерея

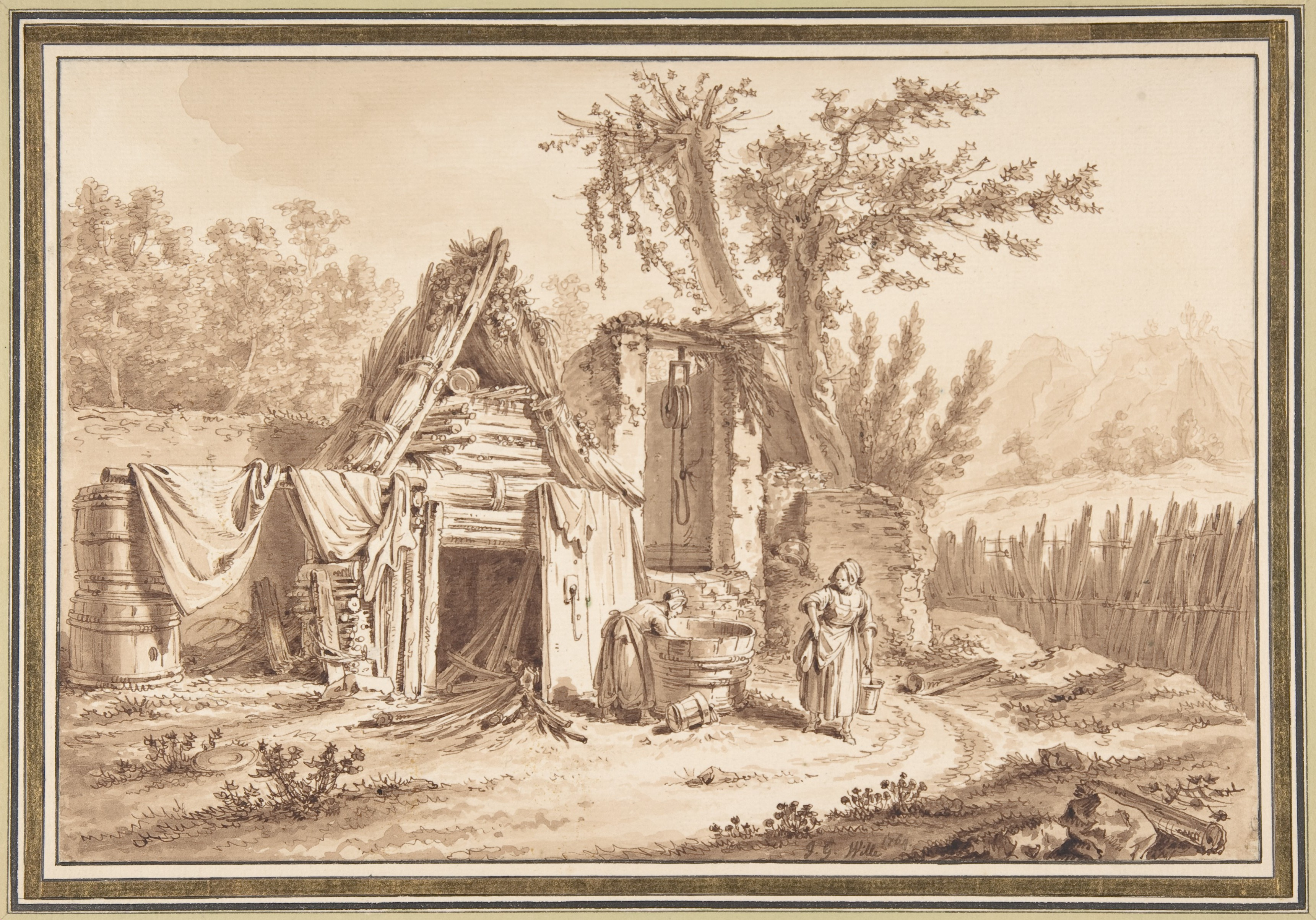
Прачка перед хижиной. 1769. Бумага, сепия, гуашь, перо, кисть. Метрополитен-музей, Нью-Йорк
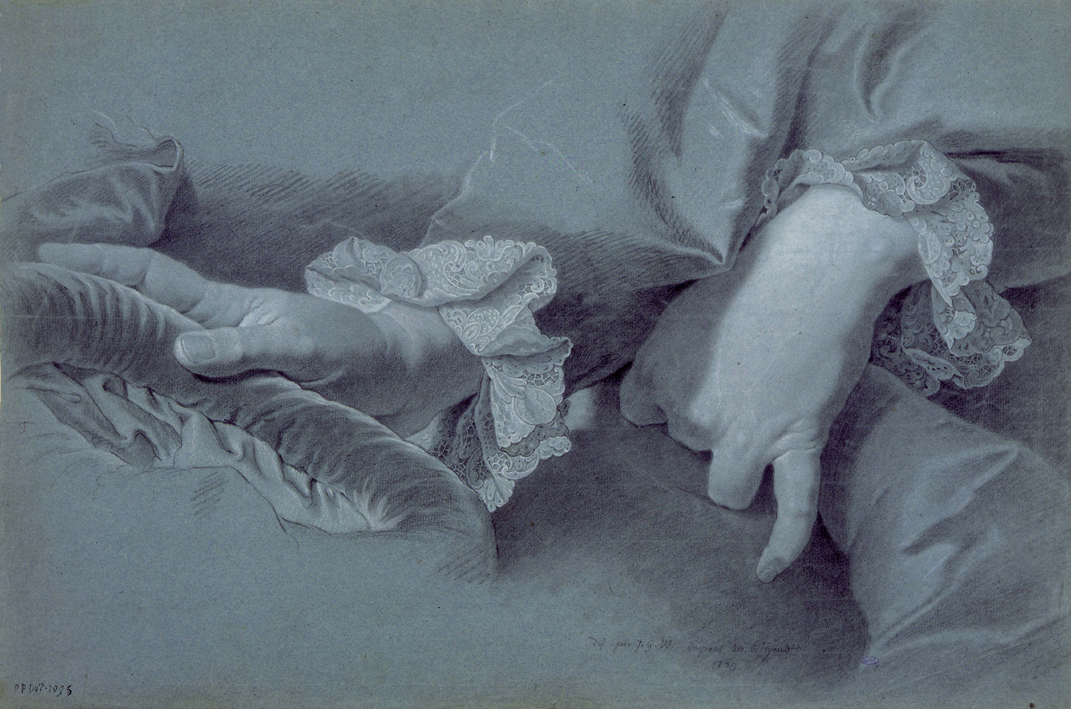
Этюд рук. По оригиналу Риго, Гиацинт Г. Риго. 1739. Бумага, итальянский карандаш, белила. Пти-Пале, Париж
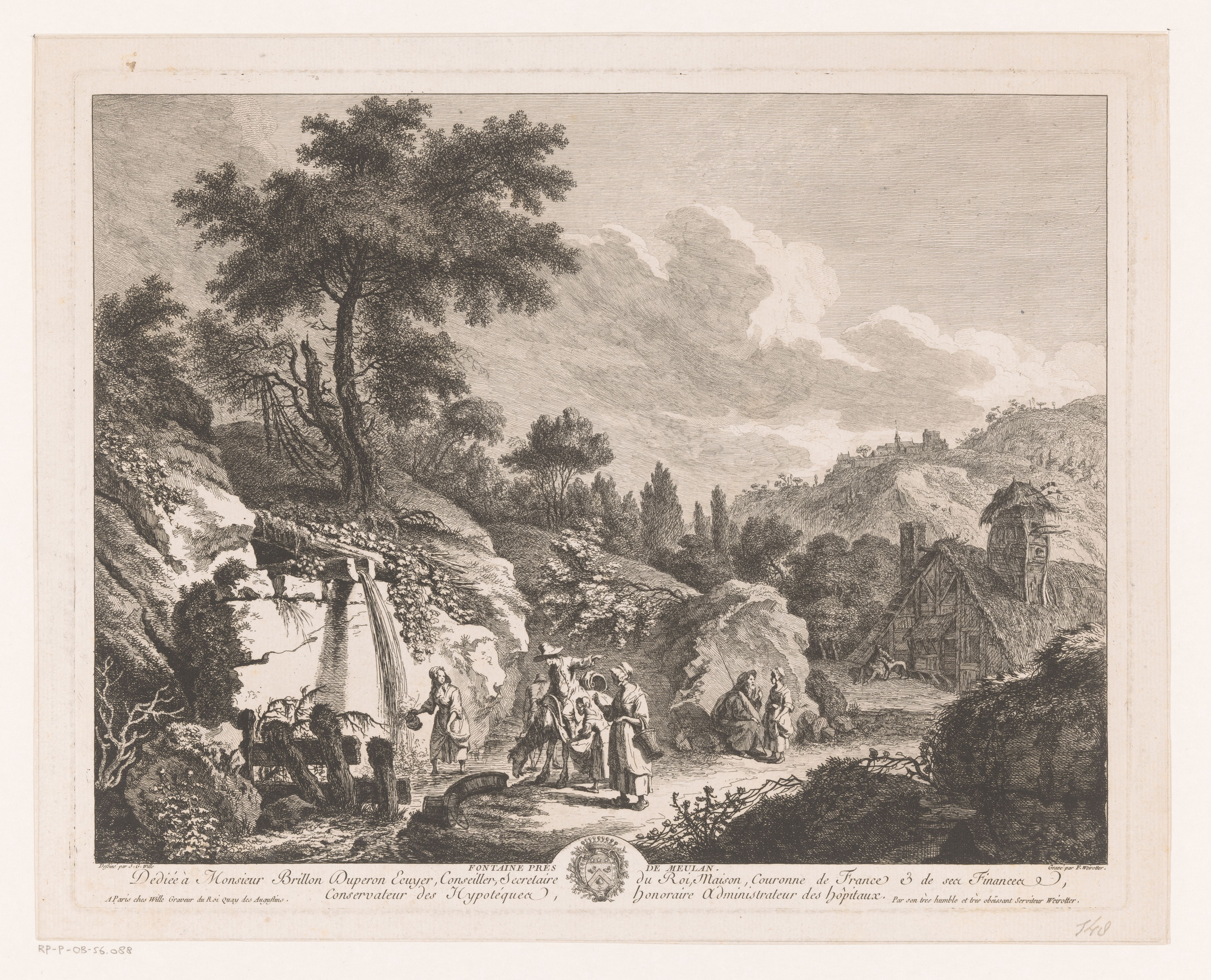
Пейзаж с фонтаном около Мёлана. Офорт
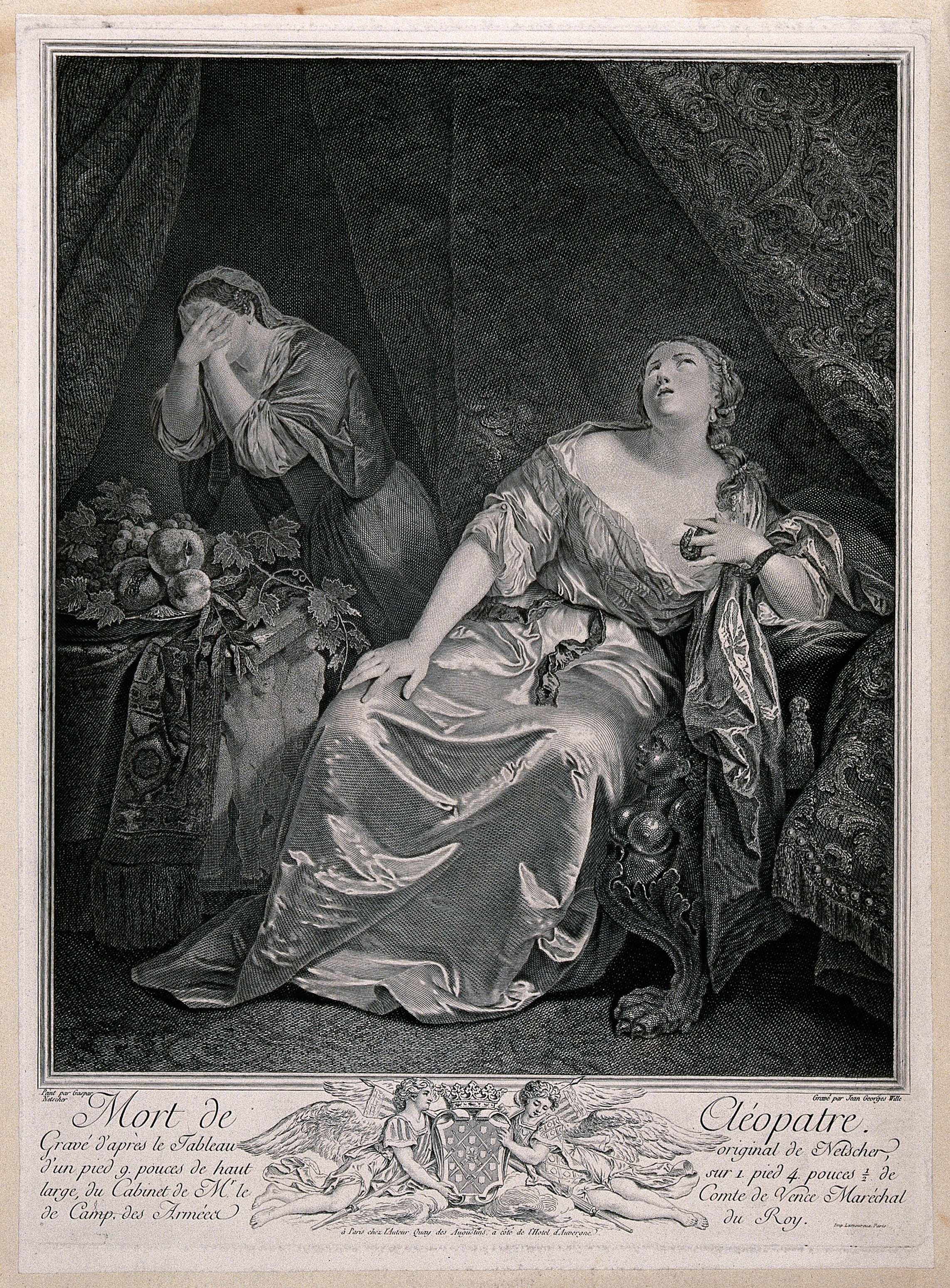
Смерть Клеопатры. По картине К. Нетшера. Офорт, резец
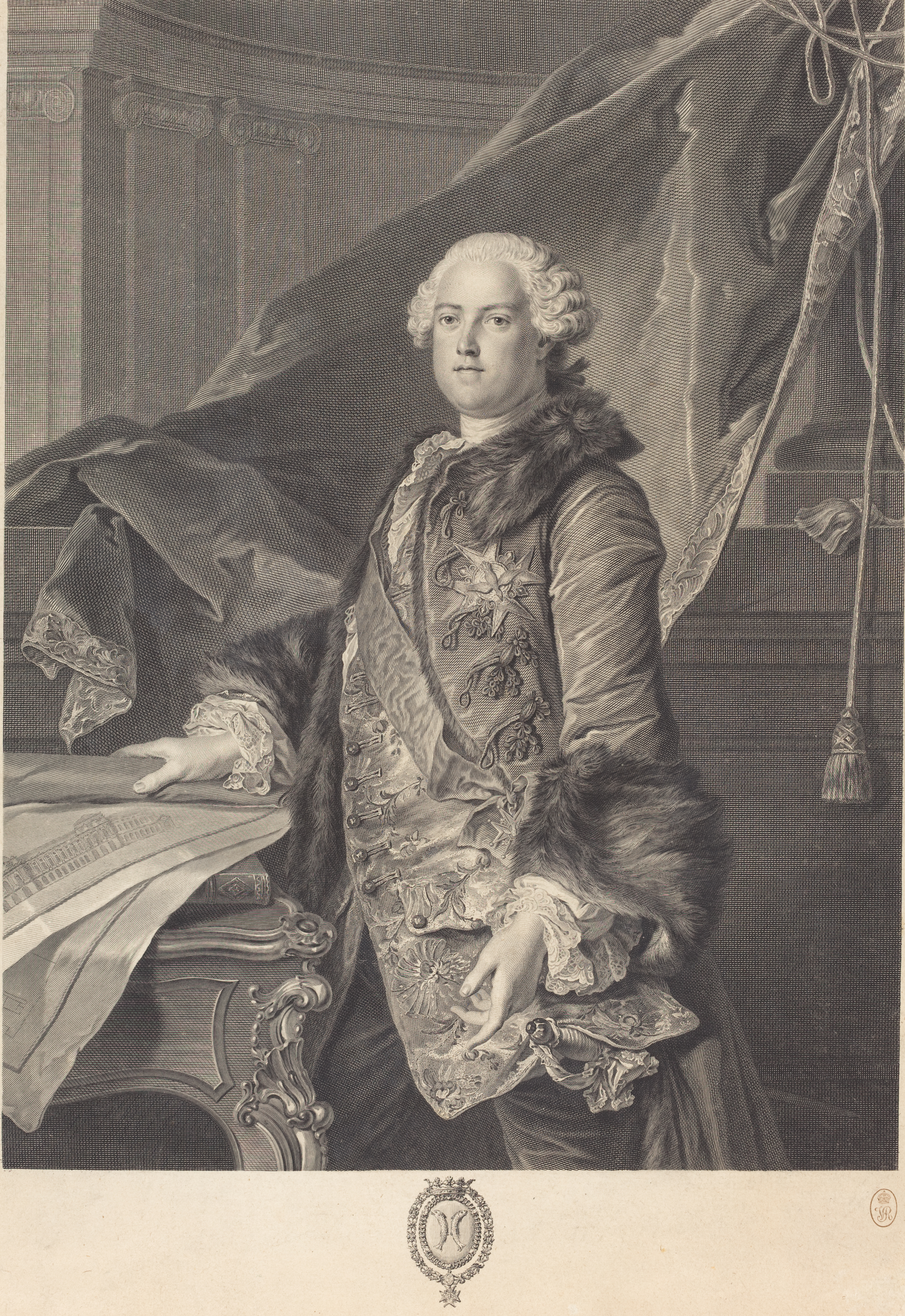
Портрет маркиза де Мариньи. По картине Л. Токке. 1761. Офорт, резец
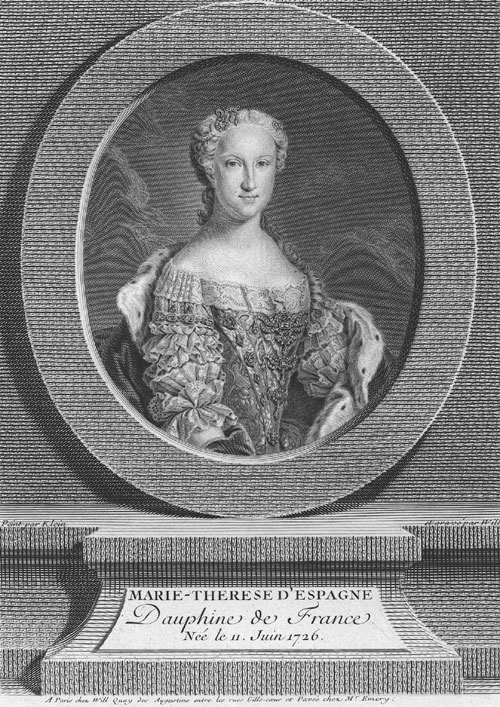
Мария Тереза Рафаэла Испанская. По оригиналу Д. Клейна. Офорт
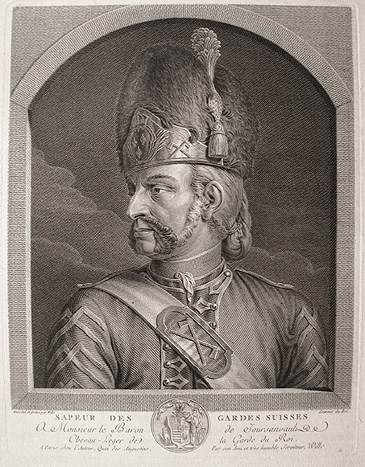
Сапёр швейцарской гвардии. 1779. Офорт
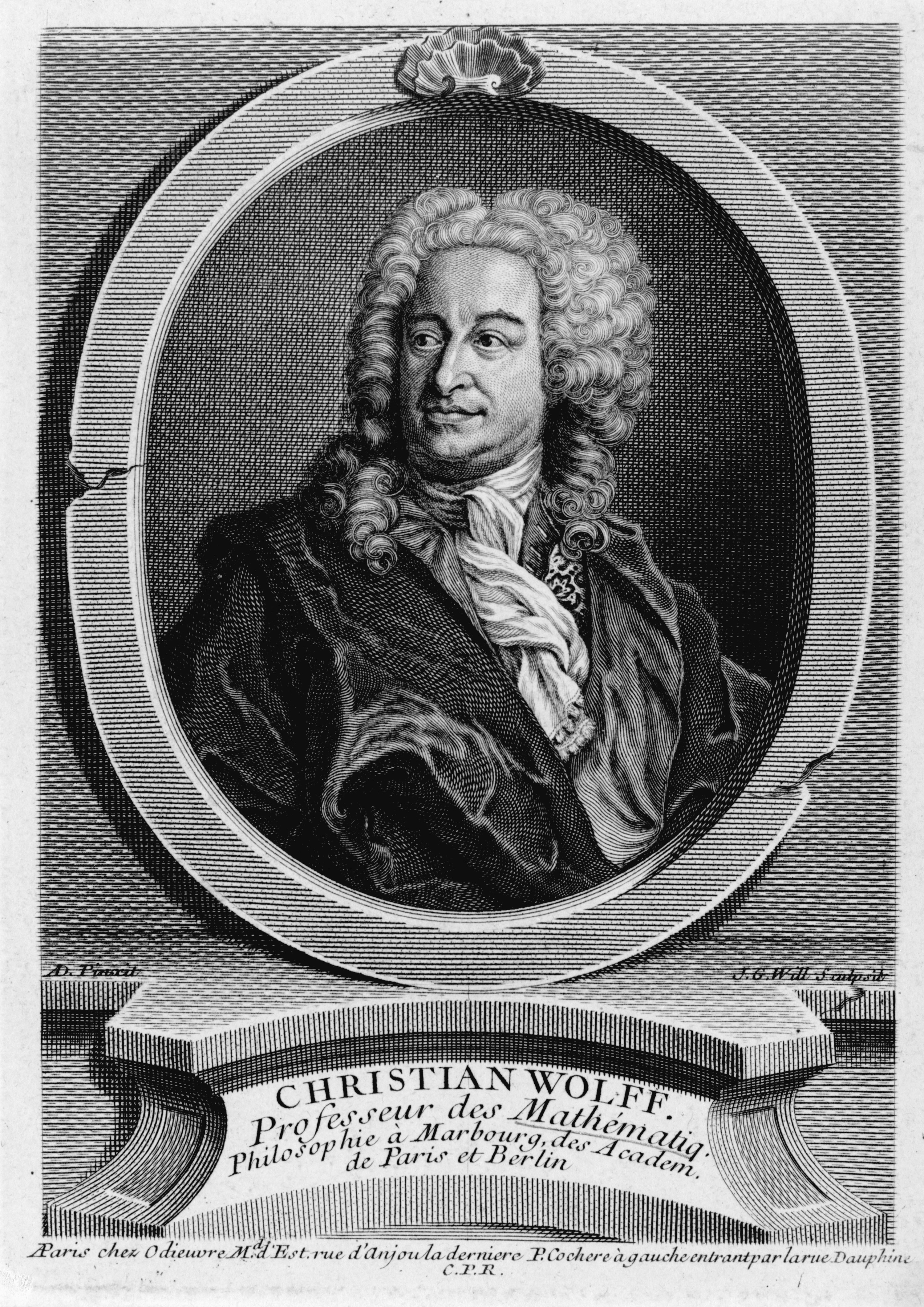
Портрет математика Кристиана Вольфа. Офорт